# Svartgöl (Långasjö socken, Småland, 627762-147604)
Svartgöl är en mosse eller våtmark, tidigare sjö i Emmaboda kommun i Småland och ingår i Lyckebyåns huvudavrinningsområde.